# Ґулшанський джамоат
Ґулша́нський джамоат (тадж. Ҷамоат Гулшан) — джамоат у складі Фархорського району Хатлонської області Таджикистану.
Адміністративний центр — село Ґулшан.
Населення — 11178 осіб (2011; 11176 в 2010, 11447 в 2009).
До складу джамоату входять 5 сіл:
| Населений пункт | Стара назва | Населення, осіб (2009) | Населення, осіб (2010) |
| --------------- | ----------- | ---------------------- | ---------------------- |
| Бобо-Сафол      | Бобосафол   | 1187                   | 1167                   |
| Бустон          | -           | 1437                   | 1403                   |
| Ґулшан          | Гульшан     | 5555                   | 5433                   |
| Давлатобод      | Давлятабад  | 1633                   | 1595                   |
| Навобод         | -           | 1635                   | 1578                   |